# Allocosa flavisternis
Allocosa flavisternis là một loài nhện trong họ wolfspinnen (Lycosidae).
Loài này thuộc chi Allocosa. Allocosa flavisternis được Ludwig Carl Christian Koch miêu tả năm 1877.